# Paroriaethus multispinis
Paroriaethus multispinis är en skalbaggsart som beskrevs av Stefan von Breuning 1936. Paroriaethus multispinis ingår i släktet Paroriaethus och familjen långhorningar. Inga underarter finns listade i Catalogue of Life.